# Micropsitta keiensis
Micropsitta keiensis е вид птица от семейство Psittaculidae.

## Разпространение
Видът е разпространен в Индонезия и Папуа Нова Гвинея.